# Orgilus tobiasi
Orgilus tobiasi är en stekelart som beskrevs av Taeger 1989. Orgilus tobiasi ingår i släktet Orgilus och familjen bracksteklar. Inga underarter finns listade i Catalogue of Life.